# ライヴ・フロム・スティール・タウン
『ライヴ・フロム・スティール・タウン』（原題：Lyve from Steel Town）は、アメリカ合衆国のロック・バンド、レーナード・スキナードが1997年に録音・1998年に発表したライブ・アルバム。

## 背景
リッキー・メドロックとヒューイ・トマソンの加入後としては、初のライブ・アルバムに当たる。アメリカでは2枚組CDとして発売され、全17トラック（うち2トラックはインタビュー）が収録された。一方、ビクターエンタテインメントから発売された日本盤(VICP-60442)はCD1枚にまとめられ、全12トラック入りとなった。

## 反響・評価
母国アメリカでは、『ビルボード』の各種チャート入りを逃す結果となったが、リリースから3年後の2001年6月には、RIAAによりゴールドディスクの認定を受けた。Stephen Thomas Erlewineはオールミュージックにおいて5点満点中3点を付け「バンドは好調で、かなりのエナジーに満ちた演奏だが、多くのファンは、『ワン・モア・フロム・ザ・ロード』がレーナード・スキナードの真価を示した唯一無比のライブ・アルバムであることに気づくだろう」と評している。

## 収録曲

### アメリカ盤CD

#### ディスク1
1. "We Ain't Much Different" (Gary Rossington, Johnny Van Zant, Rickey Medlocke, Hughie Thomasson, Mike Estes) - 4:10
2. "Saturday Night Special" (Ed King, Ronnie Van Zant) - 5:45
3. "What's Your Name" (G. Rossington, R. Van Zant) - 3:56
4. "On the Hunt" (Allen Collins, R. Van Zant) - 6:17
5. "You Got That Right" (Steve Gaines, R. Van Zant) - 4:47
6. "Voodoo Lake" (J. Van Zant, Chris Eddy, Bob Britt) - 5:11
7. "That Smell" (A. Collins, R. Van Zant) - 6:17
8. "Bring It On" (G. Rossington, J. Van Zant, R. Medlocke, H. Thomasson) - 6:04
9. "Simple Man" (G. Rossington, R. Van Zant) - 7:46
10. "I Know a Little" (S. Gaines) - 4:57
11. "Berneice" (G. Rossington, J. Van Zant, R. Medlocke, H. Thomasson, Dennis E. Sumner) - 3:58
12. "Gimme Three Steps" (A. Collins, R. Van Zant) - 5:52

#### ディスク2
1. "Sweet Home Alabama" (E. King, G, Rossington, R. Van Zant) - 6:42
2. "Travelin' Man" (Leon Wilkeson, R. Van Zant) - 4:19
3. "Free Bird" (A. Collins, R. Van Zant) - 13:40
4. "Interview Part 1" - 11:05
5. "Interview Part 2" - 9:12

### 日本盤CD (VICP-60442)
1. ウィ・エイント・マッチ・ディファレント - "We Ain't Much Different" - 4:09
2. サタデイ・ナイト・スペシャル - "Saturday Night Special" - 5:44
3. ホワッツ・ユア・ネーム - "What's Your Name" - 3:55
4. ヴードゥー・レイク - "Voodoo Lake" - 5:10
5. ザット・スメル - "That Smell" - 6:17
6. ブリング・イット・オン - "Bring It On" - 6:03
7. シンプル・マン - "Simple Man" - 7:46
8. アイ・ノウ・ア・リトル - "I Know a Little" - 4:56
9. バニース - "Berneice" - 3:58
10. ギミー・スリー・ステップス - "Gimme Three Steps" - 5:44
11. スウィート・ホーム・アラバマ - "Sweet Home Alabama" - 7:53
12. フリー・バード - "Free Bird" - 13:23

## 参加ミュージシャン
- ジョニー・ヴァン・ザント - ボーカル
- ゲイリー・ロッシントン - ギター
- リッキー・メドロック - ギター、バックグラウンド・ボーカル
- ヒューイ・トマソン - ギター、バックグラウンド・ボーカル
- ビリー・パウエル - ピアノ、ハモンドオルガン
- レオン・ウィルクソン - ベース、バックグラウンド・ボーカル
- オーウェン・ヘイル - ドラムス、パーカッション
- デイル・クランツ・ロッシントン、キャロル・チェイス - バックグラウンド・ボーカル